# Гонки на педальных автомобилях
Гонки на педальных автомобилях — технический вид спорта, участники которого соревнуются на четырёхколесных мини-автомобилях, приводимые в движение исключительно физической силой спортсменов. Соревнования обычно представляют собой кольцевые гонки продолжительностью от 45 минут до 24 часов.
Во время гонок на выносливость каждая команда обычно состоит из четырёх водителей. В суточной гонке число водителей гоночного веломобиля увеличивается до шести. В целом соревнования напоминают гонки автомобилей на выносливость. Соревнования гоночных веломобилей на выносливость проводятся в Великобритании, Франции, Италии и Гонконге.

## Гоночные педальные автомобили
Гоночные педальные автомобили — самодельные гоночные веломобили, предназначенные для заездов по гладкому асфальтовому покрытию. В данный момент только одна компания в мире, итальянская фирма Karbyk, серийно производит шасси для гоночных педальных автомобилей. Чтобы быть допущенным к соревнованиям, веломобили должны соответствовать техническим правилам чемпионата.
Международные технические требования к гоночным педальным автомобилям
- Веломобиль должен иметь четыре колеса. Все колеса должны быть функциональные и нести нагрузку.
- Колеса должны быть размещены традиционным образом, как у автомобиля
- Максимальная общая длина: 3000 мм.
- Максимальная общая ширина: 1125 мм
- Максимальный диаметр колес (по внешнему диаметру покрышек): 560 мм
- Максимальная высота сиденья относительно земли: 610 мм
- Минимальная колея: 650 мм
- Минимальная колесная база: 650 мм.
- Веломобиль должен быть одноместный.
- Переключатель передач или другая система изменения крутящего момента запрещены.
- Радиус разворота не должен превышать 10,00 м.
- Рулевыми колесами должны быть передние. Система управления всех колес колес (полноуправляемая) разрешена. Управление только задними колесами запрещено.
- Тормозные механизмы должны быть установлены по меньшей мере на два колеса.
- Веломобиль должен быть оборудован зеркалами заднего вида. Зеркала заднего вида не должны выступать за предельно допустимую ширину.
- Гонщик должен совершать посадку/высадку в веломобиль самостоятельно.
- Сиденье должно быть установлено таким образом, чтобы гонщик имел хорошую обзорность. Позиция гонщика на животе или горизонтально на спине запрещены.
- Обтекатель, если установлен, должен обеспечивать хорошую видимость. Обтекатель должен иметь такую конструкцию, чтобы гонщик мог закрыть руками голову во время переворота. В противном случае, обтекатель должен иметь дуги безопасности над головой для защиты пилота в случае переворота веломобиля.
- В конструкции веломобиля не должно быть колющих/режущих выступов.
- Во время ночных гонок веломобиль должен быть оснащен по меньшей мере двумя передними фарами и двумя задними стоп-сигналами. Питание светотехники должно быть от аккумулятора (батареек).

## Классы гонок педальных автомобилей
Существуют шесть классов гонок педальных автомобилей.
- PC1: открытый класс.
- PC2: гонщики моложе 16 лет.
- PC3: гонщики моложе 14 лет.
- PC4: гонщики моложе 12 лет.
- PC0: команда состоящая из одного гонщика.
- PCF: женский класс.

## Британский чемпионат педальных автомобилей
Британский чемпионат педальных автомобилей — соревнования гоночных педальных автомобилей на выносливость, которые проводятся в Великобритании семь раз в год с марта по сентябрь. Британский чемпионат — самый массовый среди чемпионатов педальных автомобилей в Европе. Гоночный сезон имеет продолжительность 60 часов, включая суточную гонку в Шенингтоне. Около 30-40 команд ежегодно участвуют в гонках на педальных веломобилях. Типичная длина кольцевой трассы составляет около 600 метров. Средняя скорость команды-победителя составляет 30-35 км/ч.

## Гонки на педальных машинах для детей
Первые в России гонки на педальных машинах для детей, на кубок SternAuto, проходят в шесть этапов, с апреля по сентябрь. Участвуют в основном машины, произведенные в СССР, но регламентом допускается и самодельные машины, с рычажным приводом. В рамках одного этапа проходит три заезда: "кольцо", "фигурное вождение" и "давилки", где юные спортсмены должны наехать любым колесом на сминаемый объект, заранее расставленный организаторами. К соревнованиям допускаются дети от 3 до 11 лет.